# Peggiopsis puncticosta
Peggiopsis puncticosta är en insektsart som först beskrevs av Melichar 1915.  Peggiopsis puncticosta ingår i släktet Peggiopsis och familjen Derbidae. Inga underarter finns listade i Catalogue of Life.